# ArenaBowl II
Match précédent Match suivant
L'ArenaBowl II (ou ArenaBowl '88) est le deuxième match de championnat de la Arena Football League. Le match voit s'affornter le Drive de Détroit, numéro 2 de la saison avec un bilan de 9–3, et le numéro 1, les Bruisers de Chicago dont le bilan est 10–1–1. Avec 37 points combinés, c'est ArenaBowl qui a obtenu le score le plus bas de l'histoire de la ligue. Les 13 points inscrits par Chicago sont également le score le plus petit de l'histoire de l'AFL.

## Sommaire du match
Steve Griffin de Detroit a empêché Chicago de gagner son deuxième titre de football professionnel en trois ans (les Bears de Chicago ont remporté le Super Bowl XX de la NFL en 1986) avec deux interceptions, un fumble récupéré et six réceptions pour 52 yards. Après être menés 21-7, Chicago se dirige vers la ligne des 11 yards de Detroit à la fin de la première mi-temps, mais est intercepté par Griffin, qui a récupéré 49 yards à la fin du temps réglementaire. Alors que Chicago n’a que huit points de retard, Griffin effectue sa deuxième interception pour regagner le ballon avec 3:41 à jouer. Dwayne Dixon capté cinq passes pour 63 yards, récupère un fumble clé, dévie une passe et ajoute deux tacles et termine avec les honneurs d'Ironman of the Game.
Le rookie de Détroit, George LaFrance, qui allait disputer six autres ArenaBowls, a eu une réception pour neuf yards.

## Évolution du score
| Temps           | Description des actions                                                      | Score DE-CHI | Score DE-CHI |
| --------------- | ---------------------------------------------------------------------------- | ------------ | ------------ |
| 1er Quart-temps |                                                                              |              |              |
| 10:45           | TD à la suite d’une course d'un yard par Ingold (PAT par Bojovic)            |              | 07-0         |
| 4:40            | TD de 3 yards par McDade à la suite d'une passe de Bennett (PAT par Morales) | Égalité      | 07-07        |
| 2e Quart-temps  |                                                                              |              |              |
| 14:01           | TD à la suite d’une course de 8 yards par Holman (PAT par Bojovic)           | Égalité      | 14-07        |
| 00:41           | TD à la suite d’une course de 2 yards par Brown (PAT par Bojovic)            |              | 21-07        |
| 4e Quart-temps  |                                                                              |              |              |
| 11:06           | TD à la suite d’une course de 10 yards par Stone (PAT manqué par Morales)    |              | 21-13        |
| 00:53           | Field goal de 17 yards par Bojovic                                           |              | 24-13        |

## Les équipes en présence
| Joueur          | Position  |
| --------------- | --------- |
| Novo Bojovic    | K         |
| Thomas Boyd     | LB        |
| Jim Browne      | RB        |
| Mike Calhoun    | QB        |
| John Corker     | LB        |
| Dwayne Dixon    | WR        |
| Craig Dumity    | OL/DL     |
| David Evans     | DB        |
| Larry Friday    | DB        |
| Steve Griffin   | WR        |
| Walter Holman   | RB        |
| Todd Hons       | QB        |
| Rich Ingold     | QB        |
| George LaFrance | OS        |
| Reggie Mathis   | LB        |
| Nate Miller     | CB, WR/DB |
| Greg Orton      | G         |
| Kelly Quinn     | LB        |
| Tate Randle     | DB        |
| Alvin Rettig    | FB/LB     |
| Jon Roehlk      | G         |
| Kim Stephens    | OL/DL     |
| Lenny Taylor    | WR        |
| Arland Thompson | G         |
| Steve Trimble   | DB        |
| Jeff Wiska      | G         |

| Joueur            | Position  |
| ----------------- | --------- |
| Carl Aikens       | WR        |
| Ben Bennett       | QB        |
| Rufus Bess        | DB        |
| Joe Bock          | C         |
| Mike Clark        | DE        |
| Jeff Faulkner     | DE-DT     |
| Jimbo Fisher      | QB        |
| Daryl Hart        | WR/DB, CB |
| Brent Johnson     | C         |
| Osia Lewis        | FB/LB     |
| Cliff Madison     | FB/LB     |
| Marc May          | TE        |
| Bruce McCray      | DB        |
| Mike McCurry      | G         |
| Mike McDade       | WR, WR/DB |
| Ricky Mitchell    | WR/DB     |
| Marco Morales     | K         |
| Billy Poe         | G         |
| Calvin Riggs      | FB/LB     |
| Durwood Roquemore | DB        |
| Eugene Rowell     | WR        |
| Clyde Skipper     | WR/DB     |
| Reggie Smith      | WR, WR/DB |
| Billy Stone       | FB/LB     |
| Durell Taylor     | WR/DB     |
| Steve Thonn       | WR/DB     |
| Charles Tobias    | OL/DL     |
| Willie Totten     | QB        |
| Keith Williams    | OL/DL     |

## Statistiques par équipe
| Données                    | Detroit | Chicago |
| -------------------------- | ------- | ------- |
| 1er Downs                  | 9       | 11      |
| Yards à la course          | 24      | 17      |
| Yards à la passe           | 122     | 105     |
| Fumbles/Perdus             | 1/0     | 2/2     |
| Yards en retour de Fumbles | 0       | 0       |
| Pénalités/Yards            | 12/63   | 8/35    |
| Temps de possession        | 34:00   | 26:00   |
| Conversion de 3e Down      | 2/8     | 5/10    |
| Conversion de 4e Down      | 0/0     | 0/1     |